# 福原俊一
福原 俊一（ふくはら しゅんいち）は、日本の医学者。京都大学名誉教授、福島県立医科大学副学長。日本臨床疫学会 の初代理事長。

## 経歴
北海道生まれ、育ち。
1980-1983年、北海道大学医学部卒業後、大学の医局に属さず、米国で内科医としてのトレーニングを受け、米国内科学会専門医を取得。
1983-1989年、東京都内の国立病院で循環器内科、総合診療科の診療・指導に従事。
1989年、ハーバード大学にて、臨床研究に特化した集中プログラムで修練。同時並行で大学院も終了（MSc）。
1991-2000年、東京大学医学部 講師。内科や臨床研究の教育・研究の傍ら、QOLという新しい研究領域に取り組む（国際QOL学会理事を歴任）。医学博士の学位を取得。
2000年、京都大学と東京大学の教授に同時就任。（東京大学は2002年まで）
2012年10月、福島県立医科大学 副学長を兼務。2013年6月に開始した「臨床研究フェローシップ」、2015年4月に開設した福島医大の寄附講座「白河総合診療アカデミー」は、医師不足に悩む全国の自治体や病院から新しいモデルとして注目されている。
2015年11月、第7回世界医学サミット（World Health Summit）京都会合および本会議（ベルリン）でPresidentを務めた。
また、WHS京都会合のトピックスを自ら編集代表者となりまとめた書籍『医療レジリエンス:医学アカデミアの社会的責任』（医学書院）が2015年に刊行された。
2016年、京都大学医学部附属病院 臨床研究教育・研修部 部長を兼務し、京大病院、関係病院、さらに全国の医療者に向けた臨床研究のオンラインプログラム「CLiP Extension」 を開講した。
2016年、クリニカル・マインドとリサーチ・マインドを有する医療者によるデータベース研究などの進行と人材育成を目指す日本臨床疫学会 を有志とともに立ち上げ、初代 代表理事に就任。
2020年3月、京都大学大学院 医学研究科 医療疫学分野 教授を退任。京都大学 名誉教授の称号を付与。
2020年4月、京都大学大学院 医学研究科 地域医療システム学 臨床疫学グループ 特任教授として研究を継続。また、Johns Hopkins Bloomberg School of Public Healthの客員教授として日本プログラムを監修指導。

## 医師として
臨床経験を20年以上有する総合内科医、循環器内科医。医学部卒業後、ただちに横須賀米海軍病院でインターン、続いて米国において内科の研修（レジデンシートレイニング）を受ける。米国の内科専門医資格を取得。帰国後、東京で循環器内科の診療に従事し、総合診療科の立ち上げにも関与した。東京大学医学部附属病院において、10年間、循環器内科の診療に従事した。
米国内科学会（American College of Physicians：ACP）の会員、2016年より日本支部（Japan Chapter） のVice Governorを務める。2016年には、ACP本部よりMACP（Master, ACP）という最高位の称号、また2017年には長年にわたる内科学教育や研究の業績に対してLaureate Awardが授与された。

## 研究者として
豊富な臨床経験を生かして「診療と政策を変える臨床研究」を一貫して追及してきた。臨床疫学、アウトカム研究、QOL研究が主な研究領域。QOL研究では、25年前から国際共同研究に参画し、このプロジェクトから生まれたQOL測定方法は、現在、世界共通の尺度として広範囲に使われている。20年間関わってきたDOPPS研究 は、大規模な国際共同研究で、医療の質のばらつきやアウトカムとの関連性を検証する、開始当時、画期的なデータベース研究である。DOPPSプロジェクトから得られた研究成果は世界の腎疾患の診療と政策にインパクトを与えてきた。
京都大学や福島県立医科大学の所属講座から、多数の優れた研究人材を指導・輩出し、彼（女）らは、内科、外科、整形外科、救急、集中治療、総合診療など多彩な分野で優れた研究を発信し活躍している。日本プライマリ・ケア連合学会における若手最優秀賞である「日野原賞」を、所属講座出身の7名が受賞している。
これらの研究成果は、査読付き国際医学雑誌に掲載された500編以上の英文原著論文（N Engl J M, Lancet, JAMA, Ann Int Med, BMJ等を含む）として可視化され、世界に発信されてきた 。
厚労省から研究助成をうけた「臨床疫学研究に活用可能な診療情報プラットフォーム構築に関する研究」（研究代表者：福原俊一）では、診療情報を活用して臨床研究を支援するプラットフォームであるp-Retriever ®を開発した。また患者が直接報告するアウトカム（Patient Reported Outcomes: PRO）を、タブレットを活用して対話型式に測定・記録し、それを医療技術評価や日常診療における患者のモニタリングや新しい医療技術評価の指標として活用する研究を行い、p-Listeners ®というアプリケーションを開発し、全国各地で実装されている。
現在、日本のナショナルデータベースを活用したビッグデータ研究にも関わっており、米国や台湾との国際共同研究も進めている。

## 教育者として
日本発臨床研究の推進と人材育成に尽力。2000年に京都大学に設置された日本初のSchool of Public Healthの基幹講座である医療疫学 教授として就任以来、110名の大学院生を輩出し、83名が博士を取得、約70％がアカデミアで活躍（教授15名、准教授20名以上を含む）。また2005年、臨床医に特化した1年制の「臨床研究者養成プログラム（MCR）」 の開講を主導、現在までプログラムディレクターを務める。これまで211名が修了し、うち約26%が大学教員（教授7名を含む）として活躍。10年間のMCRの発展の経緯を書籍「あなたも世界の臨床研究者に」にまとめた。MCRのエッセンスを全国の医師が受講できるプログラム「MCR Extension」（文部科学省「課題解決型高度専門医療人育成事業」に採択）として提供した。また京都大学病院内に、中核病院事業の一環で、院内の全ての医療者むけの学習プログラム（CLiP）を提供し、のべ1500名以上が受講した。さらに2016年「京都大学病院 臨床研究教育・研修部」が設置され、その初代部長となり、CLiPを全国の医療者が受講可能な「CLiP Extension」として開講した。
学外においても、2004年より「臨床研究デザイン塾」 を提供し、これまで180名以上の修了生（その中から10名の教授を含む）を輩出し、1000篇以上の英文原著論文が発信されている。その経緯と成果を書籍 “Enhancing the Professional Culture of Academic Health Science Centers：Creating and Sustaining Research Communities”（Radcliffe Pub.）の6章に執筆した。
また、我が国の腎臓領域において、優れた臨床研究者を輩出し学会全体の研究の質を上げたことに対して、2020年日本腎臓財団より学術賞を受賞した。

## 社会人として
東日本大震災の翌年の2012年、福島県立医科大学に招聘され副学長を兼務してきた。短期的には県外からの医師確保、中期的には県内に定着する医師育成、長期的には健康長寿の業務を担当した。手始めに学内に「臨床研究イノベーションセンター」を立ち上げ、診療支援と同時にアカデミックキャリア形成を支援する「臨床研究フェローシップ」を開始し、県外から臨床研究を修得したい優れた若手・中堅医師を10名以上集めた。また福島県の近未来の医療を支えるアカデミック総合診療医育成のための寄附講座「白河総合診療アカデミー」を設置、全国から優れた指導教員や熱意ある研修医を求心してきた。さらに京都大学MCRプログラムで指導した外科医が寄附講座（低侵襲腫瘍制御学講座）の教授となり、多くの外科医を求心している。5年間で県外から集めた臨床医は総計43名を数える。さらに福島県の長期目標である「健康長寿」のモデル事業を市町村や県の協力を得て、教員、フェローらと開始し、超高齢社会における新しい予防のモデルを試行、検証する事業を実施している。 
2015年、世界医学サミット 第7回本会議（ベルリン）においてもPresidentを務め、世界のアカデミア、政府組織、企業などから多くの参加者を集めた。これに先立って開催された京都会合の会長も務めた。引き続き福島に移動し、「WHS福島サテライト会合」も主催し、日本が世界に先駆けて突入した超高齢社会の挑戦、東日本大震災に代表されるDisasterへの対応などについて議論した。この議論を受けて、「WHS京都福島声明」を公表した。
2016年、「クリニカル・マインドとリサーチ・マインドを有する医療者のための学会」である日本臨床疫学会 が発足し、初代 代表理事に就任した。

## 書籍

### 単著
- 『臨床研究の道標　７つのステップで学ぶ研究デザイン』 健康医療評価研究機構、2013年（2017年7月に第2版（上下巻）が出版された）[19]
- 『リサーチ・クエスチョンの作り方』 健康医療評価研究機構、2008年（2010年7月に第2版、2015年6月に第3版が出版された）[20]

### 共著
- 『臨床研究 ２１の勘違い』医学書院、2021年、福間真悟、紙谷司との共著

- 『誰も教えてくれなかったQOL活用法―測定結果を研究・診療・政策につなげる SF‐36活用編』 健康医療評価研究機構、2009年、竹上未紗との共著（2012年9月に第2版が出版された）
- 『誰も教えてくれなかった診断学』 医学書院、2008年、野口善令との共著
- "Enhancing the Professional Culture of Academic Health Science Centers: Creating and Sustaining Research Communities" (Radcliffe Pub.) 6章　2012年

### 監訳
- 『QOL評価学　測定、解析、解釈のすべて』 中山書店、2005年

### 編集
- 『医療レジリエンス: 医学アカデミアの社会的責任』 医学書院、2015年
- 『DOPPS-透析臨床にもたらしたimpact.』 日本メディカルセンター、2013年
- 『臨床研究の新しい潮流－医学研究のパラダイム・シフト』 医歯薬出版、2008年
- 『あなたも世界の臨床研究者に-京都大学MCRプログラム10周年記念誌』健康医療評価研究機構、2017年